# Красная телефонная будка
Красная телефонная будка — разновидность телефонных будок с размещёнными в них таксофонами, традиционная для Великобритании и ряда бывших и нынешних британских колоний в различных частях света, в первую очередь на Мальте, Бермудских островах и в Гибралтаре.
Первый тип подобных телефонных будок, созданный в 1920 году под патронажем почтового управления (GPO), получил название K1 (Kiosk 1). Эти будки, сделанные из бетона, были кремового цвета, а красной была лишь коробка деревянной двери с прозрачным стеклом, покрытым решёткой. По всей стране было установлено некоторое количество подобных будок, однако до настоящего времени их осталось очень мало. В 1924 году был объявлен конкурс на лучший дизайн для нового типа телефонных будок; победившей на нём моделью стал так называемый тип K2, проект которого был разработан архитектором Джайлсом Гилбертом Скоттом. Почтовое управление внесло некоторые изменения в дизайн, предложенный Скоттом, такие как материал для изготовления будок (чугун, а не сталь, как предлагал Скотт) и цвет (красный, а не серый, — цвет был выбран таким образом, чтобы люди могли легко замечать будку на улице). С 1926 года красные телефонные будки начали появляться в Лондоне и его окрестностях.
Уже в 1929 году Скотт предложил новую модель будки, K3, а в 1935 году — уже модель K6. Впоследствии появилось ещё несколько подобных проектов, последним из которых стал KX100 PLUS, появившийся в 1996 году. Ныне количество красных телефонных будок в Великобритании и других странах сокращается, как и число таксофонов как таковых, что связано с ростом использования людьми для телефонных разговоров на улице мобильной связи; если в 2002 году число подобных будок в стране составляло 90 тысяч, то к 2012 году оно сократилось до 51 200. Тем не менее многие из них продолжают использоваться на улицах британских городов по своему прямому назначению, а некоторые были даже отремонтированы и взяты под охрану по причине популярности в среде британской общественности; кроме того, красные телефонные будки иногда называют «символом британского народа», ввиду чего они пользуются популярностью у приезжающих в страну туристов. Некоторые из красных телефонных будок были переоборудованы для других целей, превратившись в торговые автоматы, банкоматы или хот-споты.
В настоящее время красные телефонные будки хотят модернизировать. Новый дизайн будет с уклоном в современность. Теперь будки будут  черного цвета. Также они будут оснащены  очень быстрым WiFi от Virgin Media, сенсорными экранами с информацией о местности, схемами проезда и картами, цифровыми экранами с рекламой. Около 100 таких черных боксов уже прижились на улицах и постепенно они будут заменять красные.

## Галерея
- GPO/BT телефонные киоски
- Телефонная будка K1, Транспортный музей Лоустофта
- K2 с лондонским двухэтажным автобусом и Биг-Бен на заднем плане
- Единственная всё ещё используемая будка K3 Mk2, возле Ринда (англ.) в Перт-энд-Кинросс, Шотландия
- K4 почтамт в Уоррингтоне — на вертикальных панелях по обе стороны от буквенного слота размещены торговые автоматы с печатью
- K6 в Гоатланде (англ.), Норт-Йоркшир, Англия
- Списанная K6 будка в Ньюболд Пэйси (англ.), Уорикшир
- Списанные будки K6 в Престоне
- Будки K6, освещённые ночью
- Зелёная будка K6 около Стоксли (англ.) в Северном Йоркшире
- KX100 в Хапсфорде (англ.), Чешир

- Non-GPO/BT киоски в Великобритании
- Сохранённая в Кингстон-апон-Халл короноподобная K6 в оригинальной ливрее Корпорации Халл в Музее транспорта Халл
- Кингстон Коммуникации K6 в Халле
- K8 размещённый внутренний телефон в станции метро Голдерс Грин [[:en:Golders Green tube station|]]
- Кингстон Коммуникации KX100 PLUS в Халле
- Две чёрные телефонные будки K6 в Пикадилли, в Вестминстере, управляется New World Payphones Ltd

- Британские телефонные будки за пределами Великобритании
- Будка K2 в Ботанических садах Гибралтара (англ.)
- K6s в Сент-Джонсе
- K6 в Валлетте, Мальта
- Короноподобная K6s в Троодосе, на Кипре
- K6 в Петах-Тикве, Израиль
- Корона королев K6 на Пятой улице публичного рынка в Юджине, США
- Оклахомский университет — красная будка K6 перед Копленд Холлом, США
- Точная копия K6 в британской тематической витрине в Гонконге
- Будка K6 около Церкви Святого Иоанна Крестителя в Перси (англ.) в Нормандии, Франция
- Две имитационные британские красные телефонные будки на железнодорожном вокзале Брюссель-Юг (англ.)
- Британская красная телефонная будка рядом со стандартными будками Белл Канада (англ.) в бывшей станции железной дороги Кингстон и Пемброк (англ.)
- Красная телефонная будка на железнодорожной станции Бюнде, Германия
- Телефонная будка, стоящая в Билефельде, Германия